# اعتیاد به تلویزیون

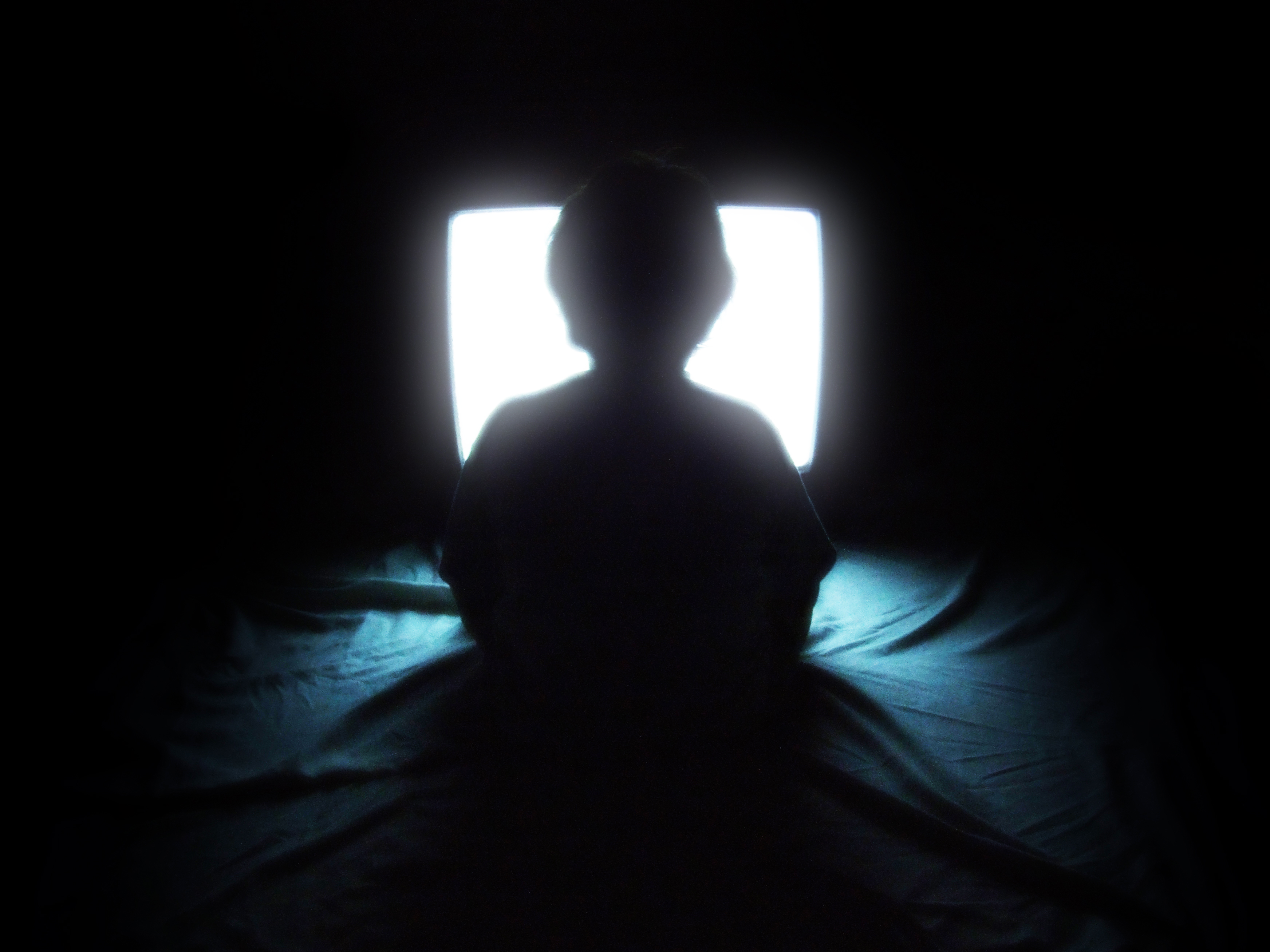
کودکی مقابل تلویزیون تصویرسازی اعتیاد به تلویزیون

اعتیاد به تلویزیون وضعیتی بررسی شده در میان مطالعات مربوط به تلویزیون است که در آن افراد دچار گرایش افراط‌گونه نسبت به تماشای برنامه‌های تلویزیونی می‌شوند. این کشش در بسیاری از موارد٬ بسیار مهار ناشدنی بوده‌است. این وضعیت شباهت بسیاری به انواع دیگر از اعتیاد رفتاری، مانند اعتیاد به مواد مخدر: یا اعتیاد به قمار دارد که باعث ایجاد تغییرات ذهنی در فرد گشته و ممکن است در هر سنی رخ دهد.
اعتیاد به تلویزیون به عنوان یک اختلال قابل تشخیص در راهنمای تشخیصی و آماری اختلال‌های روانی مورد شناسایی قرار نگرفته٬ اما به‌طور گسترده به عنوان یک مشکل واقعی که بسیاری از مردم با آن روبرو هستند شناخته می‌شود. مطالعات نشان داده است که ۶۵ الی ۷۰ درصد از آمریکایی‌ها باور دارند که تلویزیون وسیله‌ای اعتیادآور است. هر چند که گزارش‌های روایی بسیاری در مورد اعتیاد به تلویزیون موجود است٬ ولی پژوهش‌های علمی و آزمونی بسیار کمی بر این موضوع صورت پذیرفته‌است. مطالعات هنوز موفق به تعیین معیارهایی برای وضعیت عادی و حالت معتادگونه نشده‌اند.

## تماشای پی در پی
تماشای پی در پی یا binge watching , binge viewing, marathon-viewing یک کنش مربوط به فیلم و تلویزیون است که  فرد در یک بار نشستن برای ساعت‌های متمادی به تماشا‌ی محتوا می‌پردازد. برای مثال وقتی شما در یک شب برای دیدن یک سریال 6 قسمته بیدار می‌مانید، شما در عمل تماشای پی در پی شریک شده‌اید.
تماشای پی در پی یکی از علائم اعتیاد به تلویزیون نیست و تا زمانی که باعث آسیب‌های فیزیکی و روانی نشود به اعتیاد منجر نمی‌شود.

## علل اعتیاد به تلویزیون
عوامل بیولوژیکی: دلایل بیولوژیکی اعتیاد به تلویزیون شامل افزایش سطح دوپامین در مغز و شخصیت اعتیادآور است. تماشای تلویزیون می‌تواند با افزایش تولید دوپامین، یک انتقال‌دهنده عصبی مرتبط با احساس لذت و پاداش، بر مغز تأثیر بگذارد. این اثرات پاداش‌دهنده، به مصرف همیشگی تلویزیون کمک می کند. افرادی که دارای ویژگی‌های شخصیتی اعتیاد آور هستند مانند کنترل ضعیف تکانه، رفتار ریسک پذیر، اضطراب و افسردگی نیز احتمال بیشتری دارد که به تلویزیون معتاد شوند.
عوامل روانی: شامل رهایی عاطفی از پریشانی و حواس پرتی از کسالت است. برخی از افراد تمایل دارند از تلویزیون برای کاهش احساسات منفی مانند استرس، اضطراب یا تنهایی استفاده کنند. مردم همچنین می‌توانند به راحتی به رسانه مراجعه کنند تا حواس خود را از کسالت و نگرانی‌های دیگر دور کنند.
عوامل اجتماعی: افرادی که محرومیت محیطی یا فقدان شرایطی را که رشد فکری و رفتاری را در سنین پایین تشویق می‌کنند تجربه کرده‌اند، ممکن است بیشتر مستعد اعتیاد به تلویزیون باشند. این نیازهای برآورده نشده می‌تواند باعث شود افراد بیش از حد با شخصیت‌های تلویزیونی هم‌ذات پنداری کنند و در نتیجه برای خیال پردازی‌های یک زندگی ایده‌آل به تلویزیون روی بیاورند. افرادی که حفظ ارتباطات شخصی برایشان مشکل است ممکن است از تلویزیون برای پر کردن شکاف روابط واقعی استفاده کنند.

## پیامد‌های اعتیاد به تلویزیون
اثرات مثبت: تماشای تلویزیون ممکن است به آموزش افراد، به ویژه کودکان، از طریق برنامه‌های آموزشی کمک کند که می‌تواند پایه محکمی در زمینه‌های موضوعی مختلف ایجاد کند. تماشای تلویزیون همچنین می‌تواند راهی برای خانواده‌ها یا دوستان باشد تا دور هم جمع شوند و سریال‌های کمدی یا تلویزیونی را با هم تماشا کنند.
اثرات منفی: اعتیاد به تلویزیون اثرات منفی فراوانی دارد، از جمله کیفیت پایین خواب و افزایش خطر ابتلا به بیماری های جسمی مانند سکته مغزی و بیماری قلبی به دلیل محدودیت حرکتی. بر اساس مطالعه ای که در سال 2013 توسط استیو ساسمن و مگان بی موران در ژورنال رفتاری منتشر شد، زمان زیاد جلوی تلویزیون همچنین می تواند باعث شود زنان تصویر بدنی ضعیفی داشته باشند و ارتباط احتمالی با اختلال بیش فعالی کمبود توجه (ADHD) داشته باشد.